# Lewakand
Lewakand (dawniej Kalininabad; Sarband; tadż. i ros. Леваканд) – miasto w zachodnim Tadżykistanie (wilajet chatloński), 120 km od Duszanbe, nad rzeką Wachsz. Posiada 16 500 mieszkańców. Zakłady chemiczne.
Miasto Kalininabad powstało na początku lat 30. XX wieku jako osiedle budowniczych wielkiego kanału nawadniającego ("Wachszstroj"), a później, od 1957, pobliskiej elektrowni wodnej. Prawa miejskie posiada od 1956. W 1996 zmieniono nazwę na Sarband, którą z kolei 20 stycznia 2018 zmieniono na Lewakand. Liczba mieszkańców ostatnio spada.